# Ghurab

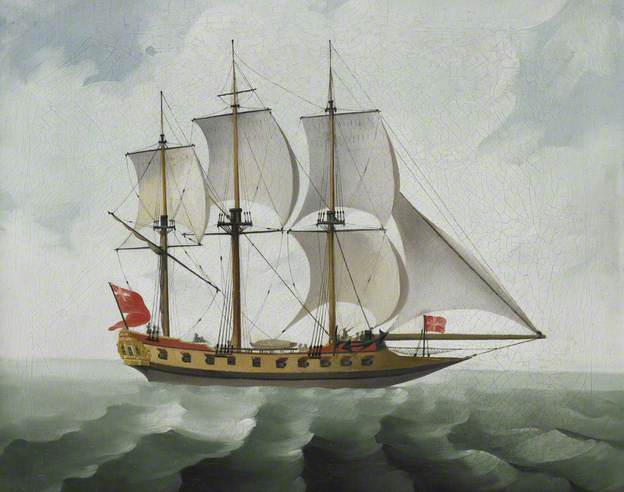
Die erste Bombay, Ghurab der Britischen Ostindien-Kompanie

Die Ghurab (pl. aghriba oder ghirban; Englisch: grab) war ein leichter, breit gebauter und schneller Rahsegler mit zwei oder drei Masten und geringem Tiefgang, die im 17. und 18. Jahrhundert vor allem an der Westküste Indiens als Kriegsschiff in Gebrauch war.  Das Schiff hatte einen besonders langen, niedrigen und überhängenden Bug und ein rechteckiges Heck und konnte notfalls auch mit Rudern fortbewegt werden. Es war das bevorzugte Schiff der Maratha, die es in ihrer Marine und zur Piraterie benutzten.  Eine typische Ghurab war 150 bis 300 Tonnen groß, 13 bis 17 m lang und 5,5 bis 6,5 m breit, und im 18. Jahrhundert mit bis zu 20 Kanonen bewaffnet. Die im 17. Jahrhundert gebräuchlichen Schiffe waren mit sechs neun- oder zwölf-Pfündern bestückt. Die kleineren, meist etwa 70 Tonnen großen, aber ähnlich gebauten Galivats waren normalerweise mit sechs zwei-bis-vier-Pfündern ausgerüstet.
Der Schiffstyp wurde um die Mitte des 18. Jahrhunderts in den Niederlanden unter den Bezeichnungen „Goerab“, „Gourab“, „Gorab“ und „Grab“ und in England als „Ghorab“, „Grabb“ oder „Grab“ bekannt. Da Piraten das Schiff bevorzugt benutzten, wurde die Bezeichnung „Grab“ (englisch: „greifen“) von den Engländern popularisiert.
Der Maratha-Admiral Konhoji Angre (1667–1729), der sein Leben lang gegen die Portugiesen, Holländer und Briten Krieg führte und dabei nie besiegt wurde, operierte mit einer Flotte von 10 Ghurabs von bis zu 400 Tonnen und 50 Galivats von bis zu 120 Tonnen Größe.
Nachdem die Engländer im Jahre 1612 das Monopol der Portugiesen im Seehandel mit Indien gebrochen hatten und die Britische Ostindien-Kompanie ihre Basis in Surat eingerichtet hatte, schuf die Kompanie sich, zusätzlich zu einigen größeren in England gebauten Schiffen, eine Flotte von Ghurabs und Galivats, um ihren Seehandel gegen Angriffe der Portugiesen und der zahlreichen Piraten verschiedener Nationalitäten zu schützen, die vor der indischen Westküste ihr Unwesen trieben. Die Besatzungen dieser Schiffe bestanden in der Mehrzahl aus indischen Fischern von der Konkan-Küste. Das erste für die Ostindien-Kompanie in Bombay gebaute Kriegsschiff war die 27 Meter lange Ghurab Bombay. Sie lief 1739 im Bombay Dockyard vom Stapel, hatte 24 Kanonen und eine Besatzung von 4 Offizieren und 60 Mann und diente 50 Jahre, bis zu ihrer Zerstörung durch einen Brand im Hafen von Bombay am 29. September 1789, in der Marine der Kompanie, deren zweitgrößtes Kriegsschiff sie lange Zeit war. Ihr Design basierte auf dem einer von den Briten erbeuteten Maratha-Ghurab. Eine zweite Ghurab namens Bombay mit 32 Kanonen lief 1750 ebenfalls im Bombay Dockyard für die Ostindien-Kompanie vom Stapel.
Im April 1999 gab die Indische Post eine 3-Rupien-Briefmarke heraus, die ein um 1700 gemaltes Bild einer von Kanhoji Angres Ghurabs zeigt.